# Királynék völgye 55
A Királynék völgye 55 (QV55) ókori egyiptomi sír a Királynék völgyében. Amonherkhopsef herceg, trónörökös, III. Ramszesz fáraó fiatalon elhunyt fiának sírja. A sírt az Olaszországi Régészeti Küldöttség Ernesto Schiaparelli vezette, 1903-1904 közt végzett ásatása során találták meg. A sírt teljesen kifosztották, csak a befejezetlen szarkofág és pár tárgy maradt benne, domborműves díszítése azonban nagyon jó állapotban maradt fenn és a völgy egyik legszebb sírjává teszi.

## Leírása
A bejárattól meredek lépcsősor vezet le egy négyzetes alaprajzú előcsarnokba, ahonnan jobbra egy oldalkamra nyílik. Az előcsarnok egyenesen folytatódik a teremben, amelyben a vörösgránit szarkofágot megtalálták, ebből jobbra egy oldalkamra, a helyiség hátuljában pedig egy hátsó mellékkamra nyílik. Utóbbiba vitték át a szarkofágot.
A korabeli hercegi sírokból ismert módon a dekoráció nagy részén a királyé a főszerep. A körülbelül tizenöt évesen elhunyt herceget az ifjúságot jelző hajfürttel ábrázolják. Az előcsarnokban a király, a herceg és istenek képei láthatóak; III. Ramszesz hódol Ptah, Ptah-Tatjenen, Su valamint a Hórusz-fiak előtt, hogy kedvesen fogadják fiát. A továbbvezető ajtó egyik oldalán a királyt Ízisz öleli át, mögötte Thot áll, a másik oldalon egy másik istennővel, talán Hathorral ábrázolják az uralkodót. Az előkamra oldalkamrájának díszítése befejezetlen maradt, a tervezett dekorációnak csak pár vázlata látható.
Az előcsarnokból a szarkofágterembe vezető kis lépcső két oldalán Ízisz és Nebethet a megtisztulás szertartását végzik, mellyel üdvözlik az elhunytat az alvilágban, Hórusz Inmutef pedig bevezeti a királyt és fiát a szarkofágterembe. Ennek falán a Halottak Könyve jelenetei láthatóak, előttük a király látható, a herceg mögötte áll. A Halottak Könyve 145. fejezetében szereplő túlvilág kapuit érdekes módon felosztották a hercegek sírjai közt, a QV55-be az 5.-8. kapu került. A teremből jobbra és hátul nyíló két mellékkamra díszítetlen, de utóbbinak bejárata fölött szárnyas napkorong, ureuszok és III. Ramszesz kártusai láthatóak, kétoldalt pedig Ízisz és Nebethet ábrázolása.
A gránit szarkofágot, melyet eredetileg az előtte lévő helyiségben találtak, a felfedezés után vitték át a leghátsó kamrába, hogy könnyebben lehessen közlekedni a sírban. Nem tudni, ide temették-e a herceget; a Királyok völgye 13 sírban, amely eredetileg Bay kancellárnak épült, megtaláltak egy eredetileg Tauszert fáraónő számára készült szarkofágot, melyen a nevet átírták Amonherkhopsef nevére. Valószínűbb azonban, hogy itt egy később élt Amonherkhopsefről van szó, mert a sír kisajátítása VI. Ramszesz korára tehető, Amonherkhopsef (III. Ramszesz fia) pedig még apja uralkodása alatt meghalt. A leghátsó mellékkamrában egy magzat vászonba burkolt testét őrzik, amelyet Schiaparelli a völgy egyik vádijában talált, a QV88 sírban, Jahmesz herceg sírjában; eredetileg nem ide temették.
A sír egyike a völgy néhány látogatható sírjának.

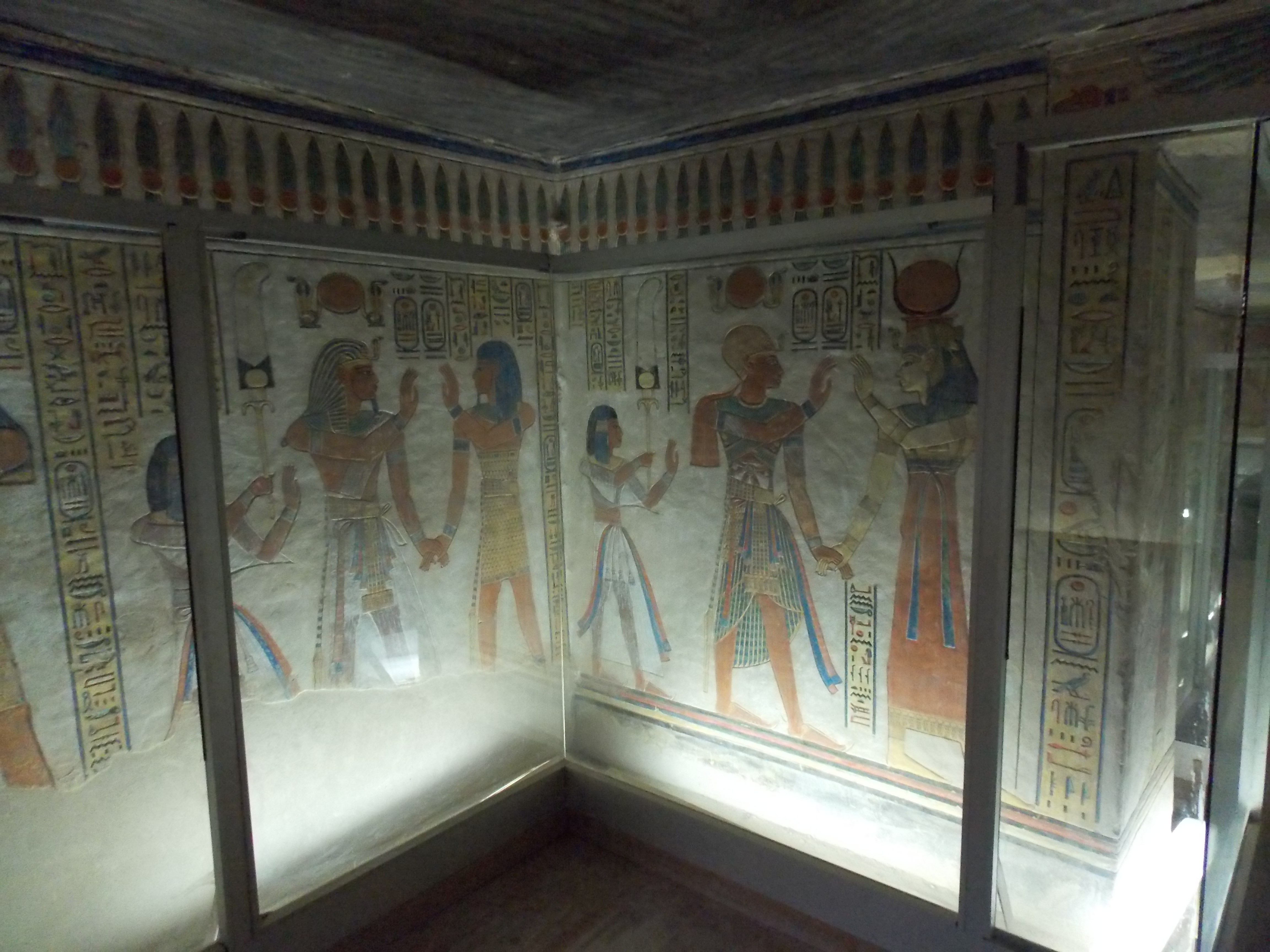
III. Ramszesz és Amonherkhopsef istenek (balra Imszet, jobbra Ízisz) előtt